# Capo Milazzo
Capo Milazzo este o arie protejată (arie specială de conservare — SAC, sit de importanță comunitară — SCI) din Italia întinsă pe o suprafață de 47 ha, integral pe uscat.

## Localizare
Centrul sitului Capo Milazzo este situat la coordonatele 38°16′03″N 15°14′05″E / 38.267481°N 15.234723°E.

## Înființare
Situl Capo Milazzo a fost declarat sit de importanță comunitară în septembrie 1995 pentru a proteja 1 specie de plante și 4 specii de animale. Situl a fost protejat și ca arie specială de conservare în decembrie 2017.

## Biodiversitate
Situată în ecoregiunea mediteraneană, aria protejată conține 7 habitate naturale: Peșteri marine scufundate complet sau parțial, Pante stâncoase calcaroase cu vegetație casmofită, Recifuri, Pseudostepă cu ierburi și specii anuale de Thero-Brachypodietea, Vegetație anuală la limita mareei, Tufărișuri termo-mediteraneene și de pre-deșert, Faleze cu vegetație de Limonium spp. endemic de pe coastele mediteraneene.
La baza desemnării sitului se află mai multe specii protejate:
- plante (1): Dianthus rupicola
- păsări (4): erete de stuf (Circus aeruginosus), șoim călător (Falco peregrinus), gaia neagră (Milvus migrans), viespar (Pernis apivorus)

Pe lângă speciile protejate, pe teritoriul sitului au mai fost identificate 3 specii de plante, 2 specii de păsări, 5 specii de nevertebrate, 4 specii de reptile.